# Lophanthera lactescens
Espèce
Classification phylogénétique
Lophanthera lactescens est une espèce de plantes à fleurs de la famille Malpighiaceae. C'est un arbre originaire du Brésil.

## Description
Grandes inflorescences jaunes.

## Répartition
- Forêts primaires d'Amazonie: États de Pará et Acre au Brésil.

## Utilisation
Cet arbre est cultivé à des fins ornementales dans de nombreux jardins tropicaux.

## Galerie

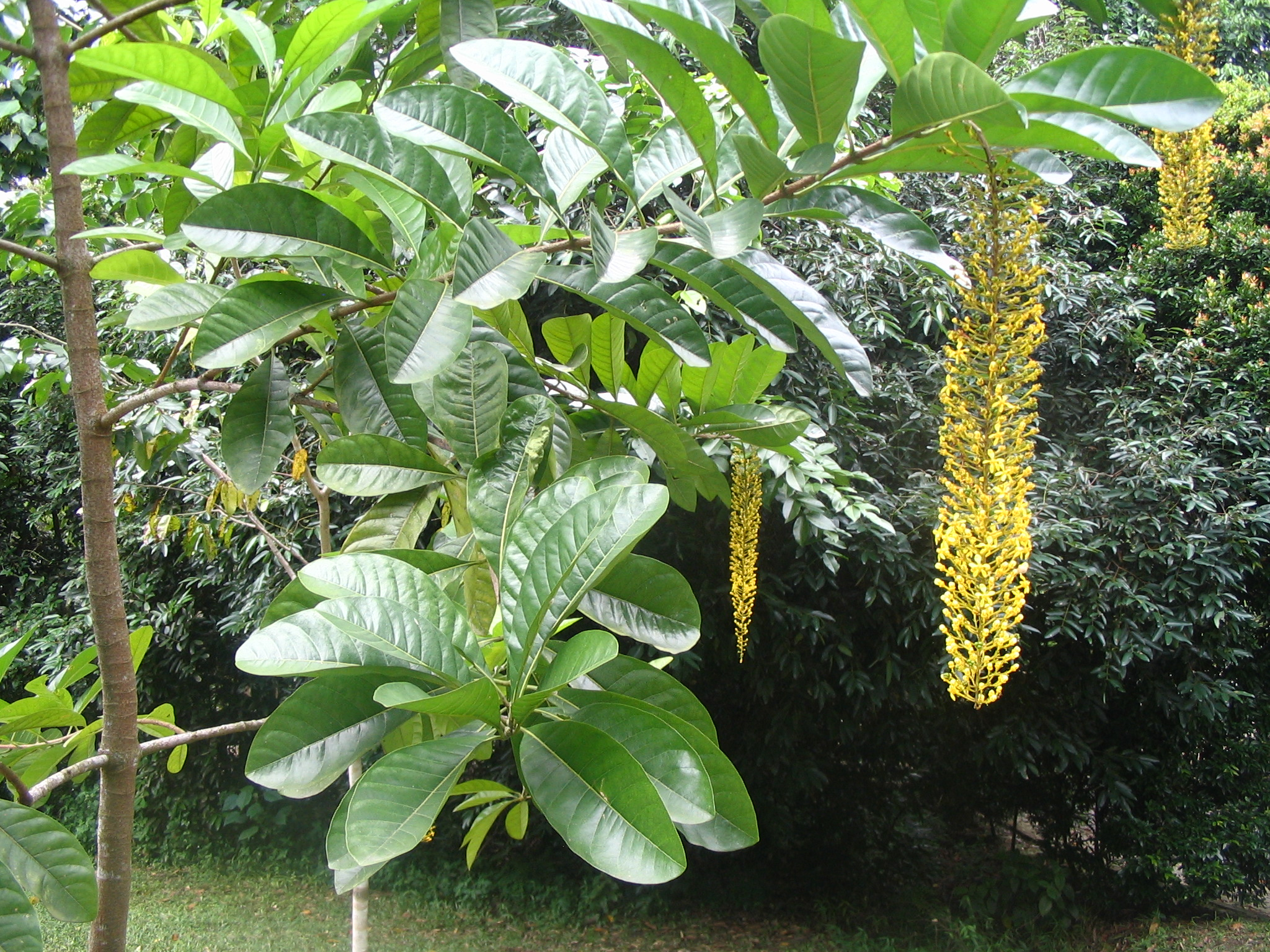
Feuilles et inflorescence.
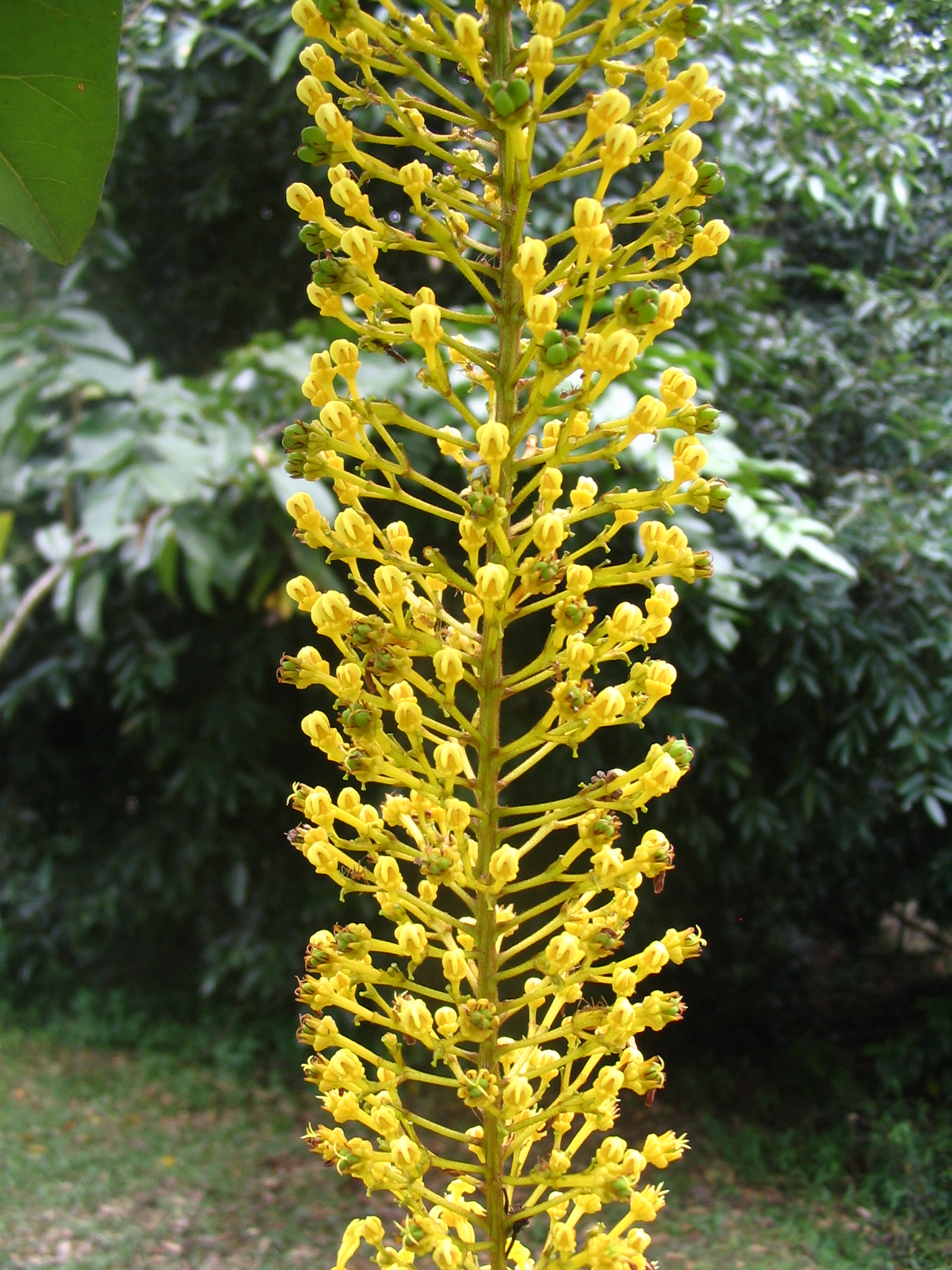
Détail de l'inflorescence.
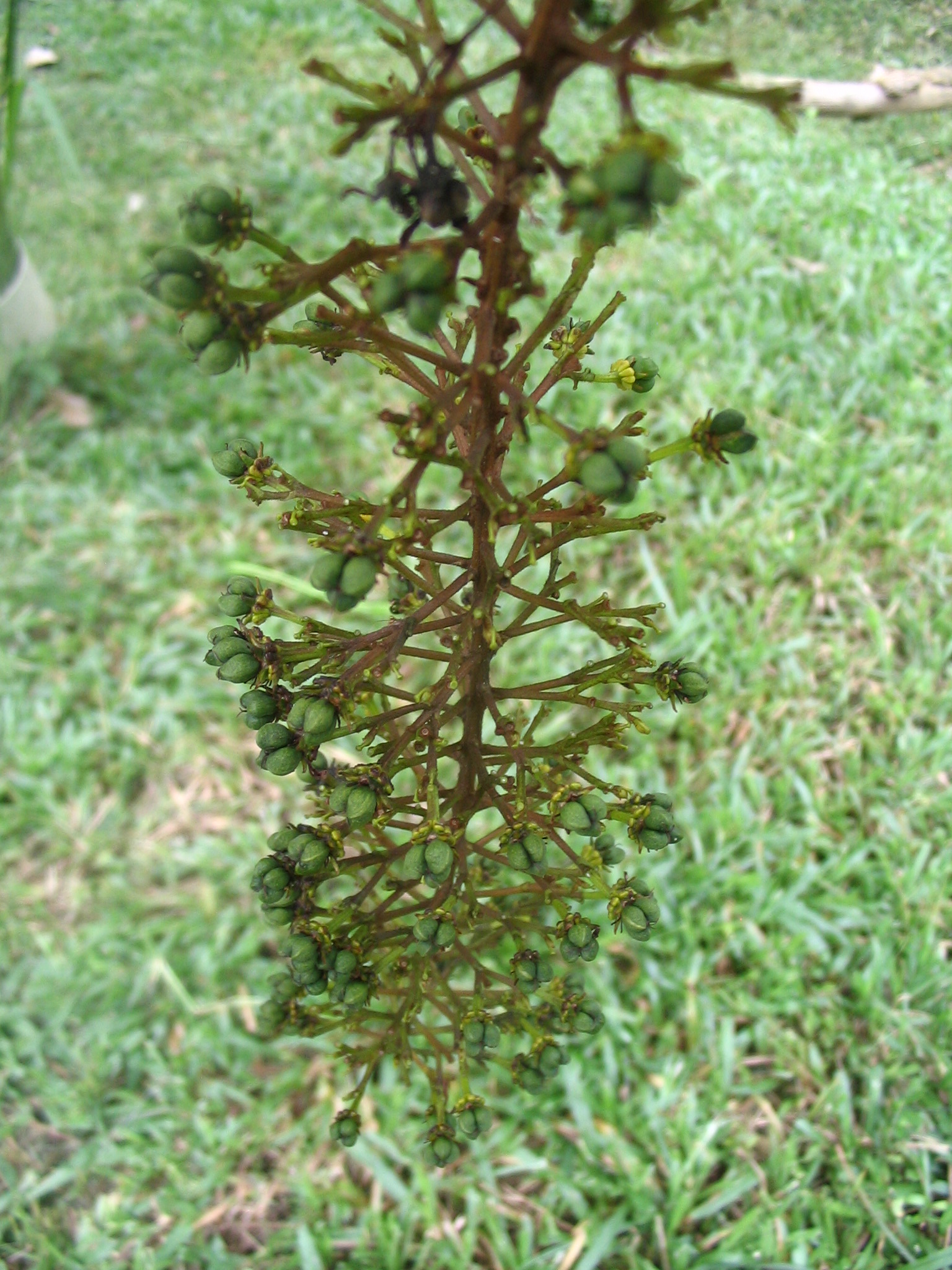
Infructescence.